# Alcaim (pessoa)
Alcaim (em árabe: قائم آل محمد; romaniz.: Al-Qāʾim; lit. "Aquele que se levantará da família de Maomé"), para o islamismo xiita, é o epíteto de uma figura messiânica, por vezes referido como o Mádi. O termo começou a ser utilizado a partir do século VIII para se referir a um futuro membro da família do profeta Maomé que se levantaria contra a tirania e restauraria a justiça no mundo.
O termo contrasta com ḳāʿid (lit. sentado), que se referiria aos outros membros da família do Profeta que se recusariam a ingressar em revoltas armadas.